# Torneio Troféu Imprensa Paranaense

## O Torneio
O Troféu Imprensa foi um Torneio Internacional, com a presença do Nacional-URU, organizado pela Imprensa Paranaense para dar ritmo de jogo aos times paranaenses para a disputa da Copa João Havelange em 2000.

## Torneio sem um campeão?
O jogo inicial foi entre Paraná Clube e Nacional do Uruguai, jogo sem gols na Vila Capanema. 
O segundo jogo do Torneio seria realizado na Arena da Baixada entre Atlético-PR e Nacional-URU, mas devido as fortes chuvas o jogo foi cancelado e devido a finalidade da competição visando a Copa João Havelange não haveria motivos para marcar outra data para a partida, melando o que seria o Troféu Imprensa.
O clássico entre Paraná Clube e Atlético-PR, que também seria realizado na Arena da Baixada, acabou acontecendo na Vila Capanema com caráter amistoso. Orgãos da Imprensa noticiavam o jogo como amistoso mas como título divulgavam o jogo pelo Torneio Imprensa.
A partida entre Atlético-PR e Nacional-URU acabou sendo realizado amistosamento tempos depois com vitória atleticana por 1 a 0, o que seria a final do torneio, pois seria a última partida do triangular que acabou por não ter um campeão.

## Partidas
- 20/07/2000 - Paraná Clube 0 x 0 Nacional-URU - Vila Capanema (Torneio Imprensa)
- 23/07/2000 - Atlético Paranaense x Nacional-URU - Arena da Baixada (Torneio Imprensa)

* Jogo cancelado devido as chuvas
- 26/07/2000 - Paraná Clube 0 x 1 Atlético Paranaense - Vila Capanema (Caráter Amistoso)
- 29/07/2000 - Atlético Paranaense 1 x 0 Nacional-URU - Arena da Baixada (Caráter Amistoso)

## Classificação Considerando os Amistosos
| #            | Time         | Pts |
| 1º           | Atlético-PR  | 6   |
| 2º           | Paraná Clube | 1   |
| Nacional-URU | 1            |     |

## Classificação Desconsiderando os Amistosos
| #            | Time         | Pts |
| 1º           | Paraná Clube | 1   |
| Nacional-URU | 1            |     |
| 2º           | Atlético-PR  | 0   |